# Ranunculus rapaicsianus
Ranunculus rapaicsianus är en ranunkelväxtart som beskrevs av Sóo. Ranunculus rapaicsianus ingår i släktet ranunkler, och familjen ranunkelväxter. Inga underarter finns listade i Catalogue of Life.